# Atheta irangicola
Atheta irangicola – gatunek chrząszcza z rodziny kusakowatych i podrodziny rydzenic.
Gatunek ten opisał po raz pierwszy w 1995 roku Roberto Pace na łamach „Revue suisse de Zoologie”. Jako lokalizację typową wskazano Irangi Forest w kenijskim hrabstwie Embu.
Chrząszcz o słabo błyszczącym, wydłużonym w zarysie ciele długości 2 mm. Głowa jest żółtawobrązowa, silnie siateczkowana, wyraźnie i mocno ziarenkowana. Czułki mają człony pierwszy i drugi żółtorude, a człony pozostałe brązowe. Oczy są dobrze wykształcone. Żółtawobrązowe przedplecze jest wyraźnie siateczkowane oraz wyraźnie i mocno ziarenkowane. Również żółtawobrązowe, znacznie od przedplecza dłuższe pokrywy mają mocno siateczkowaną i wyraźnie ziarenkowaną powierzchnię. Barwa odnóży jest żółtoczerwonawa. Odwłok jest żółtobrązowy z brązowym wolnym urotergitem czwartego segmentu. Powierzchnia odwłoka ma wyraźną siateczkę o lekko poprzecznych oczkach oraz słabo zaznaczone ziarenkowanie. Genitalia samca mają edeagus podobny do tego u A. reptabunda, ale o wąskich suspensoriach i pozbawionym szerokiego, zakrzywionego kolca woreczku wewnętrznym. Genitalia samicy mają spermatekę podobną do tej u A. kipsigia, ale krótszą.
Owad afrotropikalny, znany wyłącznie z Kenii. Spotkany na rzędnych 2100 m n.p.m.